# Szent Paraszkiva-fatemplom (Búvópatak)
A búvópataki fatemplom műemlék Romániában, Fehér megyében. A romániai műemlékek jegyzékében az AB-II-m-A-00361 sorszámon szerepel.